# Take It Off (album Chic)
| Recensione       | Giudizio |
| ---------------- | -------- |
| AllMusic         | [ 1 ]    |
| Robert Christgau | A-       |

Take It Off è il quinto album della band statunitense Chic, pubblicato nel 1981 dalla Atlantic Records.
Include il singolo Stage Fright, che ha raggiunto la posizione 35 nella US R&B Chart, ma che non è riuscito ad entrare, per la prima volta nella storia del gruppo, nella US Pop Chart.
Rispetto ai precedenti album, Take It Off ha avuto un mediocre successo commerciale, piazzandosi al 124º posto della US Album Chart e al 36° della R&B Chart.

## Tracce
Tutti i brani sono stati scritti da Bernard Edwards e Nile Rodgers.

### Lato A
1. Stage Fright – 3:55
2. Burn Hard – 5:12
3. So Fine – 4:10
4. Flash Back – 4:28
5. Telling Lies – 2:28

### Lato B
1. Your Love Is Cancelled – 4:12
2. Would You Be My Baby – 3:34
3. Take It Off – 5:12
4. Just Out of Reach – 3:45
5. Baby Doll – 3:10